# Стів Кемпбелл (тенісист)
Стів Кемпбелл (англ. Steve Campbell; нар. 22 жовтня 1970) — колишній американський тенісист.
Найвищу одиночну позицію світового рейтингу — 78 місце досяг 13 квітня, 1998, парну — 184 місце — 24 червня, 1996 року.
Найвищим досягненням на турнірах Великого шолома було 3 коло в одиночному розряді.

## Фінали турнірів ATP за кар'єру

### Парний розряд: 1 (0–1)
| Результат | Ранг | Дата     | Турнір           | Покриття | Партнер           | Суперники             | Рахунок  |
| --------- | ---- | -------- | ---------------- | -------- | ----------------- | --------------------- | -------- |
| Поразка   | 0–1  | Вер 1995 | Богота, Колумбія | Ґрунт    | Малівай Вашінгтон | Їржі Новак Давід Рікл | 6–7, 2–6 |

## Титули на челленджерах

### Одиночний розряд: (2)
| Ранг | Рік  | Турнір                  | Покриття | Суперник         | Рахунок  |
| ---- | ---- | ----------------------- | -------- | ---------------- | -------- |
| 1.   | 1995 | Белу-Оризонті, Бразилія | Тверде   | Жуан Кунья-Сілва | 6–2, 6–3 |
| 2.   | 1997 | Ixtapa, Мексика         | Тверде   | Туомас Кетола    | 7–6, 6–1 |